# ウォーリア装甲戦闘車
ウォーリア装甲戦闘車（ウォーリアそうこうせんとうしゃ、Warrior Armoured Combat Vehicle）はイギリス陸軍が装備するウォーリア装甲戦闘車両ファミリーの総称である。FV510ウォーリア歩兵戦闘車を始めとして数種類の型が存在する。

## 開発
当時、イギリス陸軍の主力APCは、1960年代から使用されているFV432装甲兵員輸送車であり、遅くとも、1980年代の中頃には更新する必要があった。
ウォーリアはFV432装甲兵員輸送車の後継車両として開発された。競争試作の参加企業として、GKN社とヴィカーズ・ディフェンス・システムズ社が選ばれ、1976年まで続く基礎研究に参加した。1976年には、競争入札の結果、主契約社としてGKN社が選ばれ、本格的な試作がスタートしている。
このFV432装甲兵員輸送車の後継車両はMCV80（Mechanised Combat Vehicle 80: 機械化戦闘車両80）と呼ばれた。また、MCV80歩兵戦闘車の試作とほぼ並行して、アメリカのFMC社で開発中であったXM2（後のM2ブラッドレー歩兵戦闘車）の評価も始められている。
選択肢は2つあり、1つは国産のMCV80歩兵戦闘車、もう1つは、アメリカのM2ブラッドレー歩兵戦闘車のライセンス生産であった。1980年6月には、MCV80歩兵戦闘車の採用が発表され、FV510の制式呼称が与えられて先行生産型が製作され、運用試験が開始された。その後改良を重ね1986年1月に「ウォーリア」（Warrior: 戦士）と名付けられた生産型の量産が開始された。
第1生産バッチ290両のうち170両は、2名用砲塔に30 mmラーデン砲を装備した通常の歩兵戦闘車で、残り120両は各種派生車両であった。
第2、第3生産バッチは合わせて763両に達し、イギリス陸軍の発注は、各種派生車両を含めて、1,053両に及んだ。その後、イギリス陸軍の縮小が進み、これに伴い、当初1,053両が要求されていたウォーリア歩兵戦闘車は、789両まで削減された。

## 武装
ウォーリアの主砲は、王立造兵廠製の81.3口径30 mmラーデン砲L21A1で、シミター装軌式装甲偵察車やフォクス装輪式装甲偵察車などにも搭載されている。
砲の諸元は、全長3.15 m, 砲身長2.438 m, 全体重量110 kg, 砲身重量24.5 kg, 最大射程4,000 m, 有効射程1,000 mとされている。ラーデン砲は、反動利用式だが、装填は、3発ずつのクリップで行うようになっている。連射は、3発クリップ2つ分の6発バーストまで、最大発射速度は毎分80発に過ぎない。また、主砲弾薬の搭載数は250発となっている。
砲の俯仰は手動式となっており、最大仰角は+45度、最大俯角は-10度となっている。なお水平、垂直共に安定化されておらず、射撃は通常、停止して行われる。
軟目標用弾薬として、L13A1HEI（焼夷榴弾）が用意されているが、炸薬量がわずかに25.6 gである。従って、敵歩兵に対する持続的な制圧射撃は難しく、それについては専ら、同軸機関銃を頼ることになる。これ以外の弾薬では、L5A2APSE（徹甲榴弾）、L12A1TP（訓練弾）が用意されている。その後、L14A2APDS（装弾筒付徹甲弾）が開発され、L5A2APSEに代わり配備されている。
このL14A2APDSは、発射重量822 g, 弾頭重量300 g, 砲口初速1,175 m／秒、1,500 m以上の距離から、45度の入射角で40 mmの装甲貫徹力がある。直接のライバルともいうべき、ロシア陸軍のBMP-2歩兵戦闘車の装備する30 mm機関砲2A42は、砲口初速1,000 m／秒、装甲貫徹力は射距離1,500 mで25 mmといわれており、ラーデン砲の高い装甲貫徹力が分かる。
同軸機関銃は、アメリカのボーイング（旧マクドネル・ダグラス）社製の7.62 mmチェイン・ガンEX34（イギリス陸軍制式名称L94A1）が、主砲の左側に取り付けられている。同軸機関銃弾の搭載数は、2,000発となっている。
固有の武装は、主砲の30 mmラーデン砲と、同軸の7.62 mm機関銃だけで、対戦車ミサイルは装備していないが、1991年の湾岸戦争時には、イラク軍の主力戦車との遭遇に備えて相当数の車両が、砲塔上に歩兵携行用のミラン対戦車ミサイルの発射機を必要に応じて搭載可能な仕様に改修され、一定の対戦車自衛戦闘も可能になった。

## 比較
|          | M2ブラッドレー           | ウォーリア           | 89式                      | Strf 90            |
| -------- | ------------------------ | -------------------- | ------------------------- | ------------------ |
| 画像     |                          |                      |                           |                    |
| 全長     | 6.55 m                   | 6.34 m               | 6.8 m                     | 7.0 m              |
| 全幅     | 3.60 m                   | 3.03 m               | 3.20 m                    | 3.42 m             |
| 全高     | 2.98 m                   | 2.78 m               | 2.50 m                    | 2.75 m             |
| 重量     | 30.4 t                   | 24.5 t               | 26.5 t                    | 27.6 t             |
| 最高速度 | 66 km/h                  | 75 km/h              | 70 km/h                   | 70 km/h            |
| 乗員数   | 3名+兵員6名              | 3名+兵員7名          | 3名+兵員7名               | 3名+兵員7名        |
| 主武装   | 87口径25mm機関砲×1       | 81.3口径30mm機関砲×1 | 90口径35mm機関砲×1        | 70口径40mm機関砲×1 |
| 副武装   | 7.62mm機関銃×1 TOW ATM×2 | 7.62mm機関銃×1       | 7.62mm機関銃×1 79式 ATM×2 | 7.62mm機関銃×1     |

|          | ASCOD                                                | K21                        | プーマ                         | T-15                     |
| -------- | ---------------------------------------------------- | -------------------------- | ------------------------------ | ------------------------ |
| 画像     |                                                      |                            |                                |                          |
| 全長     | 6.24 m                                               | 6.90 m                     | 7.40 m (防護レベルC)           | 不明                     |
| 全幅     | 3.64 m                                               | 3.40 m                     | 3.70 m (防護レベルC)           | 不明                     |
| 全高     | 2.43 m                                               | 2.60 m                     | 3.10 m (防護レベルC)           | 不明                     |
| 重量     | 28 t                                                 | 25.0 t                     | 41.0 t (防護レベルC)           | 55 t                     |
| 最高速度 | 72 km/h                                              | 70 km/h                    | 70 km/h                        | 65–70 km/h               |
| 乗員数   | 3名+兵員8名                                          | 3名+兵員9名                | 3名+兵員6名                    | 3名+兵員9名              |
| 主武装   | 82口径30mm機関砲×1                                   | 70口径40mm機関砲×1         | 82口径30mm機関砲×1             | 80.5口径30mm機関砲×1     |
| 副武装   | 7.62mm機関銃MG3×1(ピサロ) 7.62mm機関銃MG74×1(ウラン) | 7.62mm機関銃×1 AT-1K ATM×2 | 5.56mm軽機関銃 スパイク-LR ATM | 7.62mm機関銃 9M133 ATM×4 |

## 派生型

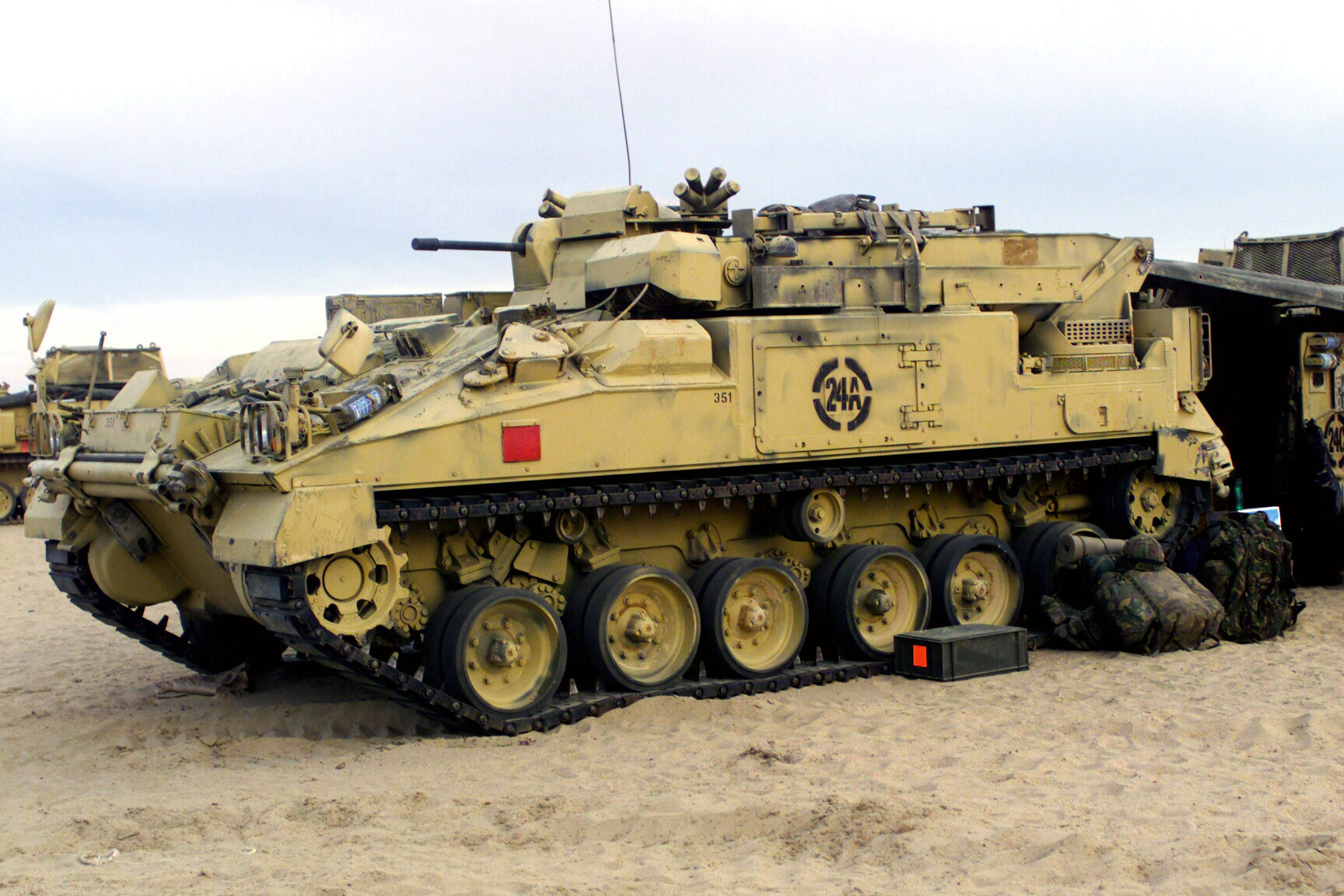
FV512 機械化戦闘修理車

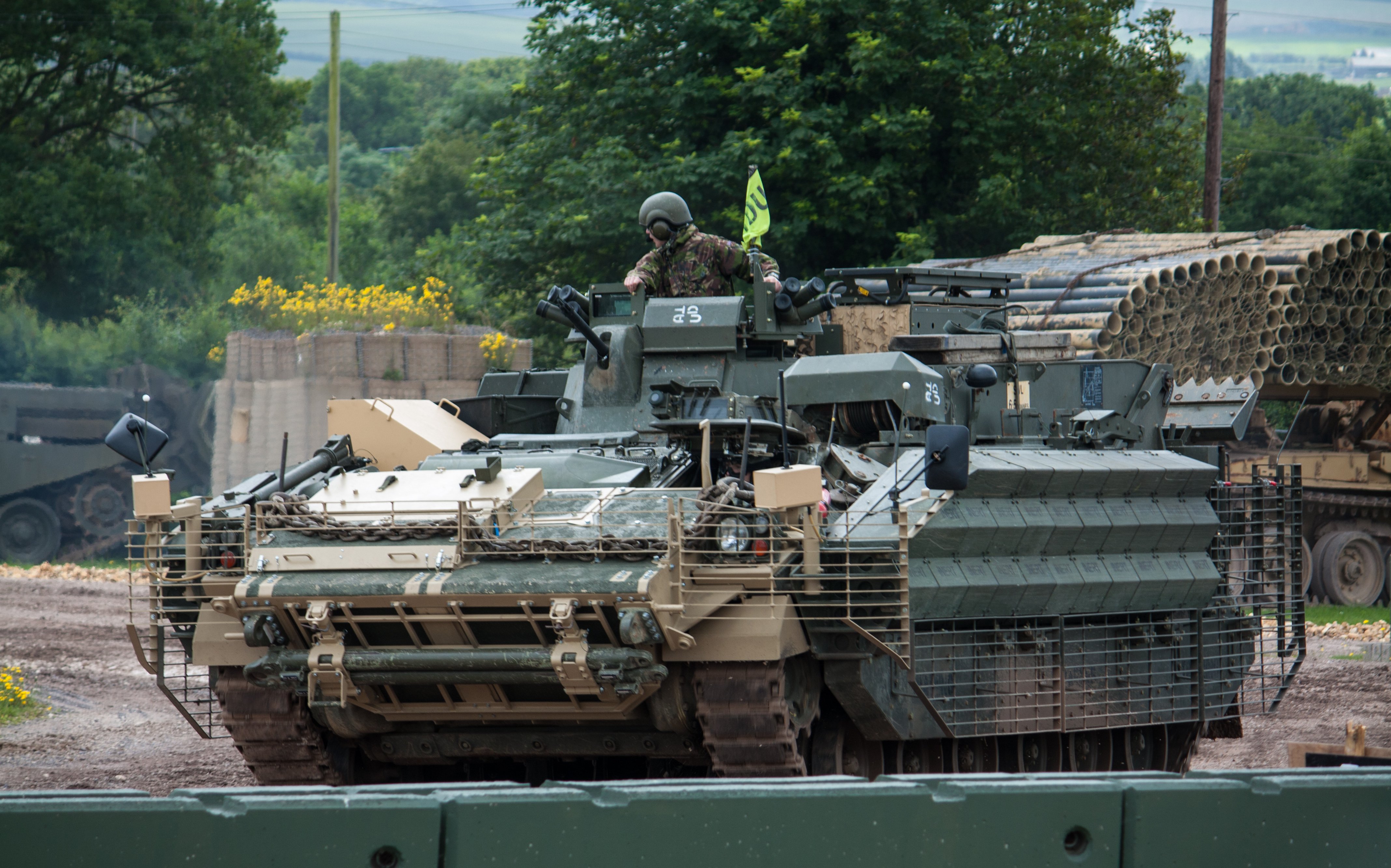
FV513 機械化回収車

- FV510(Infantry Section Vehicle)
歩兵戦闘車型
- ミラン対戦車誘導兵器運搬車 (MILAN Anti-Tank Guided Weapon Carrier)
- FV511(Infantry Command Vehicle)
歩兵指揮車型
- FV512(Mechanised Combat Repair Vehicle)
機械化戦闘修理車型
- FV513(Mechanised Recovery Vehicle, Repair)
機械化回収（修理）車型
- FV514(Mechanised Artillery Observation Vehicle)
機械化砲兵観測車型
- FV515(Battery Command Vehicle) 
砲列指揮車型

## 登場作品

### ゲーム
『ARMA 2』
ダウンロードコンテンツの"British Armed Forces"に登場し、プレイヤーやAIが操作可能。
『Project Reality』
イギリス軍が使用、プレイヤーやAIが操作可能。
『War Thunder』
イギリス軍の車両として登場。プレイヤーが操作可能。
『Squad』
イギリス軍の車両として登場。操縦手、砲手、車長、歩兵として乗車可能